# Carta moschicida

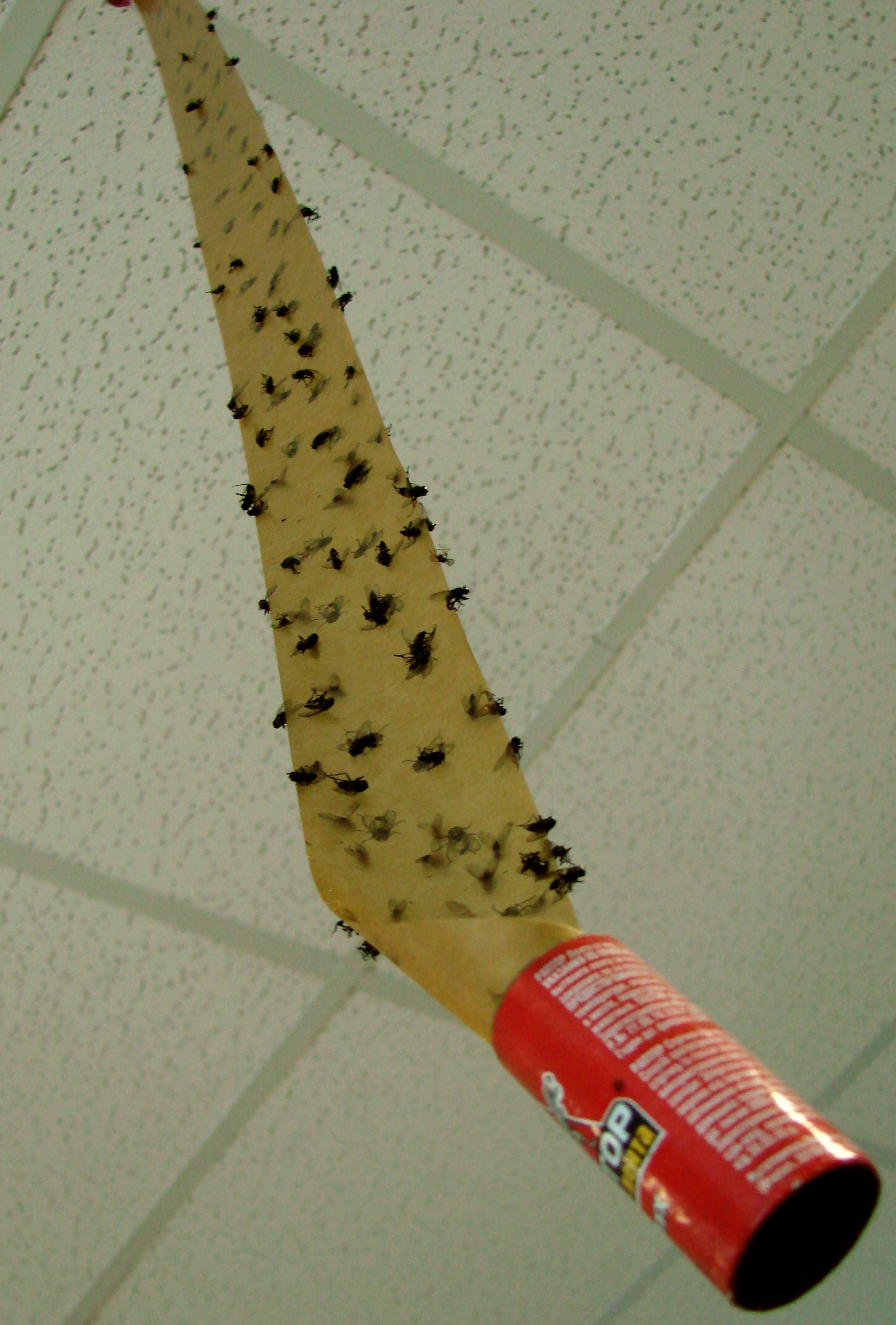
Nastro di carta moschicida

La carta moschicida è una striscia di carta adesiva sulla quale si poggiano gli insetti, in particolare le mosche in ambienti domestici. Sulla striscia di carta adesiva si trovano sostanze particolarmente dolci come zucchero, miele o sciroppo che attraggono gli insetti, che una volta posatisi sulla striscia adesiva rimangono incollati. In questo modo è facilmente possibile eliminare tutti gli insetti che in ambienti domestici rischiano di contaminare i cibi o le superfici delle stoviglie.

## Tossicità
Anche se la maggior parte delle carte moschicide in commercio non contengono sostanze velenose, ma solo adesivi non tossici come la colofonia, in passato alla carta moschicida potevano venire applicate sostanze tossiche come ad esempio l'arsenico, potenzialmente pericolose anche per gli esseri umani e per altri animali. L'arsenico estratto immergendo la carta moschicida in acqua è stata usato da diversi assassini, come Frederick Seddon e Florence Maybrick.

## In economia
Il cosiddetto effetto carta moschicida è un concetto del campo della finanza pubblica che suggerisce che un contributo pubblico dal governo centrale a favore di un ente locale, come un comune, aumenta il livello di spesa pubblica in modo maggiore di un analogo aumento del reddito dei cittadini residenti. Il differenziale di tale aumento è valutato a 4-6 volte negli Stati uniti per arrivare fino a 20 volte in alcuni paesi europei. Secondo questa valutazione, i contributi del governo centrale rimangono appiccicati al settore che li riceve (come su una carta moschicida), senza apparenti benefici reali per il privato.